# 红头啄木鸟
紅頭啄木鳥（Melanerpes erythrocephalus）是啄木鳥科中的一種迷你或者中等體型的鳥類，生活在北美洲的溫帶區域。該鳥會在加拿大的南部和美國的東部及中部地帶進行繁衍。

## 科學分類

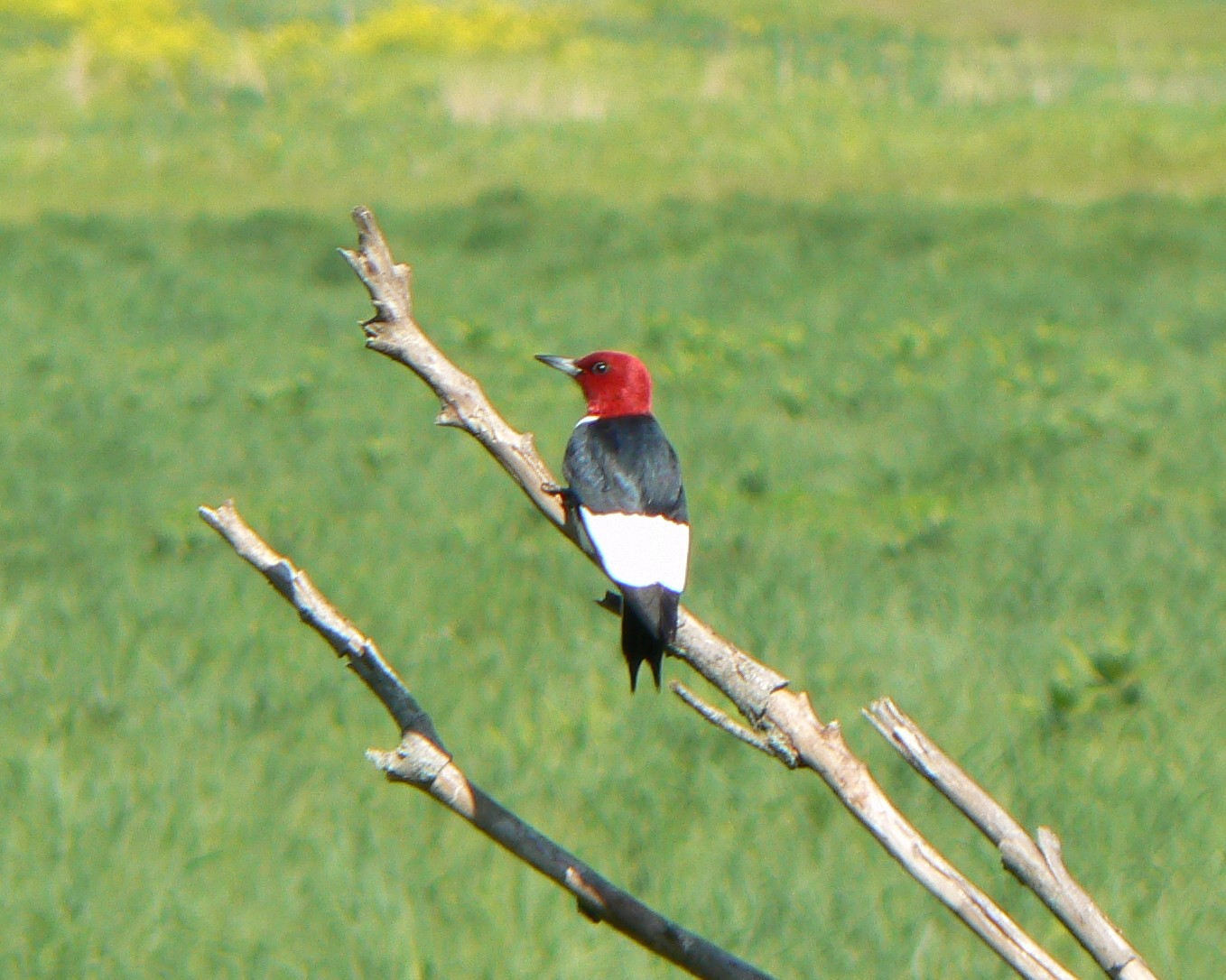
紅頭啄木鳥的頭部呈現鮮艷的紅色。

鳥是卡爾·林奈在《自然系統》的這本著作中所描述的一種鳥類。種小名是來自古希臘文的「紅頭」。
現時已知有三個亞種：
- Melanerpes erythrocephalus brodkorbi
- Melanerpes erythrocephalus caurinus
- Melanerpes erythrocephalus erythrocephalus

## 描述
紅頭啄木鳥的身體有三種比較明顯的顏色，有黑色的背部跟尾巴，紅色的頭部跟頸部，下半身主要是白色的。翅膀是黑色的羽毛，也有白色的羽毛。成年雄鳥和雌鳥的羽毛顏色是完全一樣的。雛鳥的毛色相近，但夾雜了一些褐色。不常看鳥的人往往會將紅頭啄木鳥與紅腹啄木鳥混淆，因為紅腹啄木鳥的頭部有也有紅色的毛。

## 行為
紅頭啄木鳥會捕捉空中或陸地上的昆蟲作为食物來源，也會吃樹上的果實。這些啄木鳥是屬於雜食性的動物，也吃昆蟲、種子、果實、草莓、堅果及甚至其他鳥類的蛋。牠們三分之二的飲食都是來自植物。居住的部分會在樹洞、燈柱或者枯死的樹中進行築巢。牠們大約會在5月初的時候產卵，約需兩個星期來進行孵化。每一季可以同時哺養兩隻幼鳥。北部的啄木鳥會向南部遷徙，大約會在4月下旬抵達，大部份抵達的時候正值繁衍期間，最後並於約10月下旬冬天開始之前的時候離開。南部的一般都不會遷徙。

### 保育
紅頭啄木鳥的數量之前有很多，但是於1966年的時候與歐洲椋鳥因為爭奪築巢的地方及清理枯樹而一度少很多。美國的西北州份大部分都已經沒有紅頭啄木鳥可以棲息的地方了。例如俄亥俄州，多年間，現在紅頭啄木鳥的數量未知，而且他們還不能夠自給自足。
紅頭啄木鳥在加拿大現在被列為近危物種，而在美國則被列為瀕危物種。牠們的族群數量因為失去棲息地而大量減少。

## 行为和生态

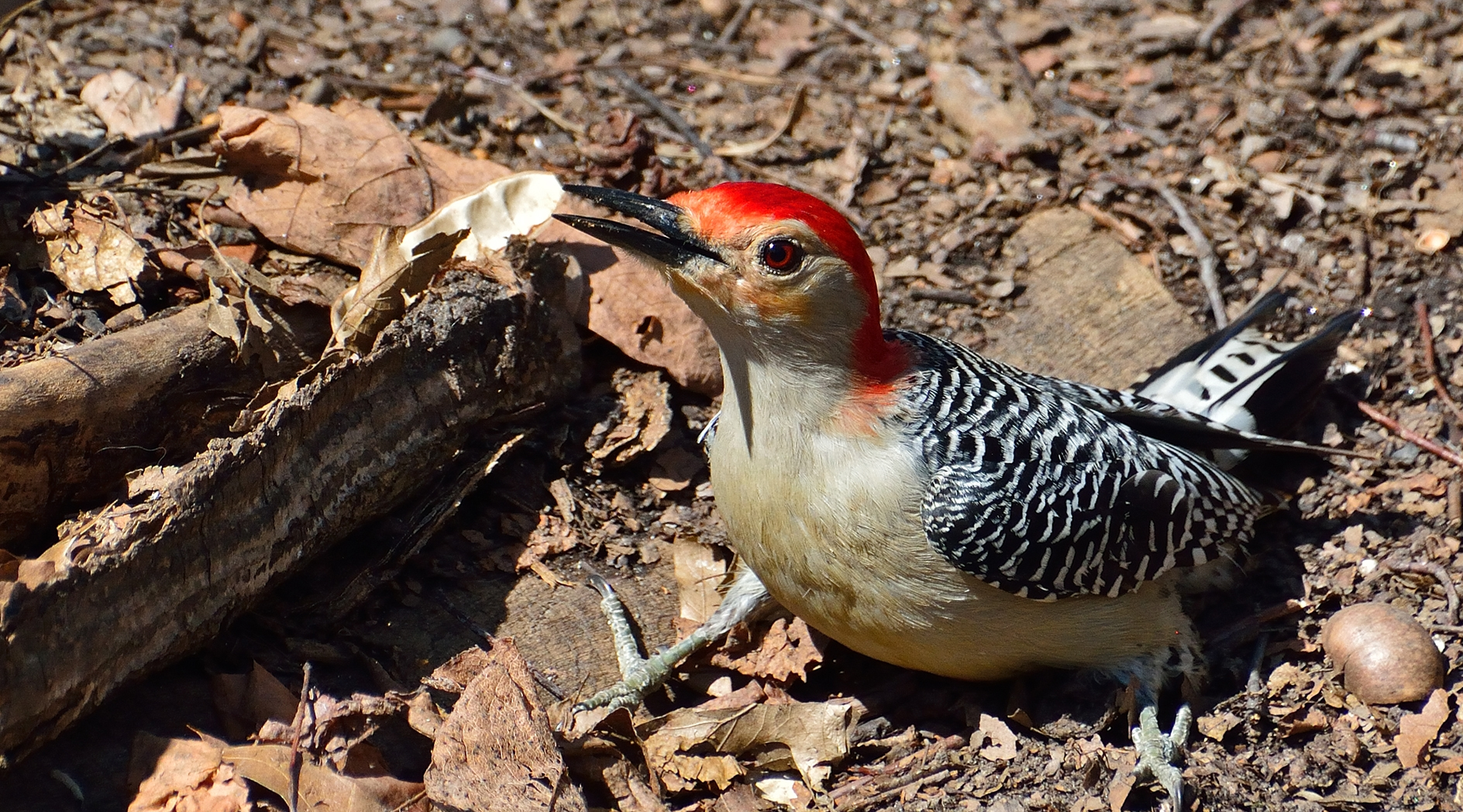
红腹啄木鸟在地面進行觅食，中央公园，纽约市

这些啄木鳥主要在树干上寻找节肢动物吃。它们也會用飞行來捕捉昆虫吃。這個鳥是屬於杂食性动物的，會吃昆虫、水果、坚果和种子。它们通常繁殖的時候會待在落叶树的樹林中。紅腹啄木鳥會在腐朽的死树、老树桩或者活树中筑巢，后者的木质较软，如榆树、枫树或柳树；雌雄两性都会协助挖掘巢穴。巢穴周围的区域会被钻孔進行标记以警告其他的鸟类远离。
尽管這個物种并沒有受到全球性的威胁，但它们主要依赖大树筑巢。所以在广泛砍伐的地区，这些鸟有时会利用花园來築巢，但大部分情况下它们的数量相當稀少，很少見。

### 繁衍
五月初，红腹啄木鸟會通过敲击的方式（如慢慢的敲击然後接着是短而快速的敲击）开始牠的求偶活动。 红腹啄木鸟會使用声音来吸引潜在的配偶以進行沟通。 一对啄木鸟从求偶开始直到繁衍的季节结束之前都会发出低沉的“grr, grr”声。在求偶的冲突中，红腹啄木鸟通常会发出响亮的“chee-wuck, chee-wuck, chee-wuck”声。如Kilham在1983年所指出的，红腹啄木鸟在冲突情况下会用鳥喙敲击，并用轻敲以保持配对的关系。冲突事件的一个例子是争夺同一个雌鳥。尽管如此，红腹啄木鸟目前以一夫一妻的关系最為人所知。已知牠們会快速地在房屋的铝制排水槽上進行敲击，制造出响亮的声音以吸引雌性。
這種啄木鸟會依赖死亡或者干燥的木材进行筑巢。雄性红腹啄木鸟會主动寻找巢穴。然后他会通过相互的敲击来求得雌性的认可。 红腹啄木鸟在挖掘树洞用于筑巢和栖息。 通过挖掘树洞，在森林中对其他物种也起着相當重要的作用。 例如，松鼠和蝙蝠利用这些树洞作为庇护的地方。 雌性的红腹啄木鸟通过完成挖掘的巢穴
红腹啄木鸟依赖死树來進行筑巢。 最近的研究表明，由于砍伐树木，導致这些啄木鸟的繁衍機率降低；然而，捕食者仍然是該鳥類主要的危害对象。 红腹啄木鸟的雏鸟在24到26天大时就會离巢了。 红腹啄木鸟的雏鸟在离巢后大约27周内仍會停留在出生的地點周围。 在某些情况下，根据捕食的程度和食物资源的量，啄木鸟可能会返回其出生地进行繁衍。

## 食物與覓食行為

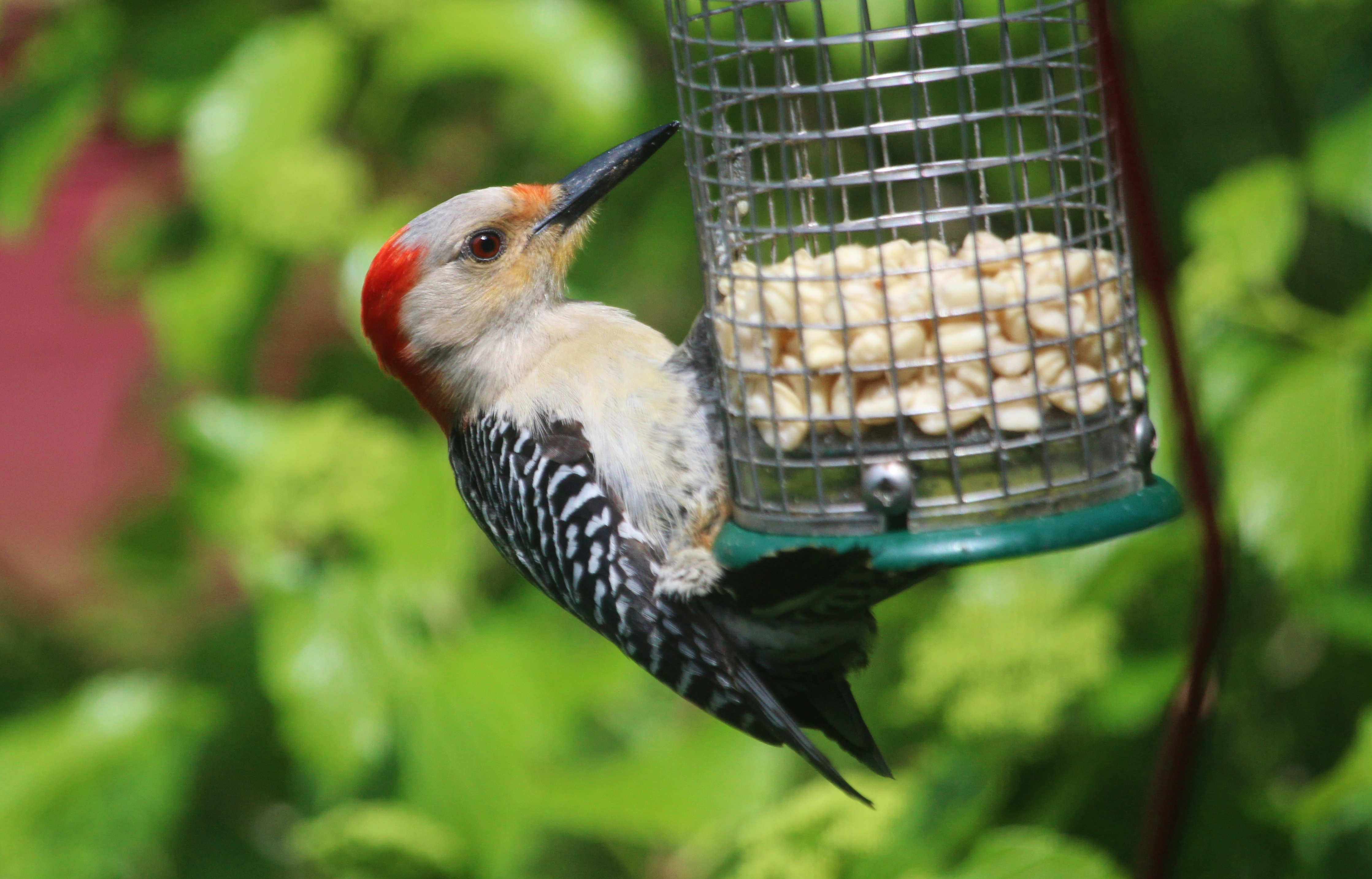
位於賓夕法尼亞州的鳥食器中覓食的紅腹啄木鳥

紅頭啄木鳥跟所有動物一樣，覓食在動物的生存和繁衍能力中起著相當重要作用。紅腹啄木鳥會通過捕捉和存儲食物來進行覓食行為。 啄木鳥利用其鳥喙作為鑽頭，鑽進樹皮或在樹幹的裂縫中進行探索。 通過這種方式，它能夠伸長舌頭將甲蟲和其他昆蟲從樹上拉出來。 這種行為也常見於將食物藏在樹皮後面或者樹的裂痕中。 根據威廉姆斯（1975）的研究， 布萊特威茲（1977） 和威廉姆斯和巴茲利（1979） 紅腹啄木鳥會將一天20%至69%的時間用於鑽死亡或者腐爛樹木來進行覓食。:351 此外，布萊特威茲（1977）觀察到南佛羅里達松樹的棲息地中，紅腹啄木鳥主要通過撿食和探索來尋找食物。:351:5 紅腹啄木鳥主要以依賴死亡的樹木進行覓食行為。

## 捕食
成年的红腹啄木鸟其捕食者包括了锐嘴鹰和库氏鹰等猛禽、黑鼠蛇和家猫。目前已知啄木鸟的雏鸟和鸟蛋的捕食者包括了红头啄木鸟、猫头鹰、大啄木鸟、东方灰松鼠、狐松鼠、灰鼠蛇和黑鼠蛇。当牠們遭遇捕食者时，红腹啄木鸟会躲藏或用警报叫声來骚扰它。它们会积极地保卫屬於自己的巢穴和幼崽，并可能直接攻击靠近巢穴的捕食者。

## 外部連結
- - USGS - Red-headed Woodpecker （页面存档备份，存于）
- The Nature Conservancy's Species Profile: Red-headed Woodpecker
- - Cornell Lab of Ornithology - Red-headed Woodpecker （页面存档备份，存于）
- - Red-headed Woodpecker Recovery （页面存档备份，存于）
- - Enature.com - Red-headed Woodpecker
- - South Dakota Birds - Red-headed Woodpecker （页面存档备份，存于）
- Video （页面存档备份，存于）